# 자바족제비오소리
자바족제비오소리(Melogale orientalis)는 족제비과에 속하는 포유류의 일종이다. 인도네시아 자와섬(자바 섬)과 발리섬의 토착종이다. 야행성이며, 숲에 몸을 숨기는 동물로 크게 연구되지 않은 종이다. 국제 자연 보전 연맹(IUCN)이 정보부족종(DD, data deficient)으로 분류하고 있다.

## 특징
성장을 마친 자바족제비오소리의 몸무게는 1~2kg, 몸길이 35~40cm 정도이며 꼬리 길이는 14.5~17cm에 달한다. 머리는 작고 폭이 좁으며, 날렵하지 않은 주둥이와 긴 수염, 큰 눈을 갖고 있다.